# Abowjan
Abowjan (armenisch Աբովյան, in wissenschaftlicher Transliteration Abovyan; russisch Абовян), früher Elar (Элар), ist die sechstgrößte Stadt Armeniens.

## Geografie
Abowjan gehört zur Provinz Kotajk, liegt aber nur rund 10 km nordöstlich von Jerewan auf einer Höhe von 1360 m über dem Meeresspiegel und ist faktisch ein Vorort der armenischen Hauptstadt. Die Stadt hat 45.200 Einwohner (Stand 2023), wozu 24.900 Einwohner in ländlicheren Gebieten kommen, welche in die Stadt eingemeindet worden sind, wodurch sich die Gesamteinwohnerzahl der Stadtgemeinde auf 70.100 beläuft.

## Geschichte
Das Dorf Elar lag im Süden des heutigen Stadtgebietes. Ausgrabungen in Elar haben ergeben, dass die Stelle schon im 4. Jahrtausend vor Christi Geburt (d. h. in der frühen Bronzezeit) besiedelt war. Die Festung von Elar wurde von dem urartäischen König Argišti I. erbaut. Das Dorf wurde 1961 nach dem armenischen Schriftsteller Chatschatur Abowjan (1809–1848?) benannt und ab 1963 zu einem Industriestandort ausgebaut.

## Industrie
Rund 15 km nordöstlich von Abowjan liegt in einem Salzstock ein für Armenien sehr wichtiges Gaslager. Der Bau begann 1962, ist aber bis heute nicht vollständig abgeschlossen. Bisher fasst die Anlage 90 Mio. m³, möglich sind aber bis zu 20 Mio. m³. Der Druck beträgt normalerweise 125 bar. Als Ende Januar 2006 die Gasversorgung aus Russland (dem damals einzigen Lieferanten Armeniens) wegen einer Explosion der Pipeline für eine Woche unterbrochen war, konnten negative Folgen für die Menschen und die Wirtschaft durch die Reserven aus dem unterirdischen Reservoir abgewendet werden (siehe auch Iran-Armenien-Erdgaspipeline).

## Verkehr
Abowjan liegt an der Bahnstrecke Jerewan–Sotk, die aber wegen der Auseinandersetzungen in Folge Unabhängigkeit Armeniens lange geschlossen war und heute nur noch sporadisch Betrieb aufweist.

## Galerie

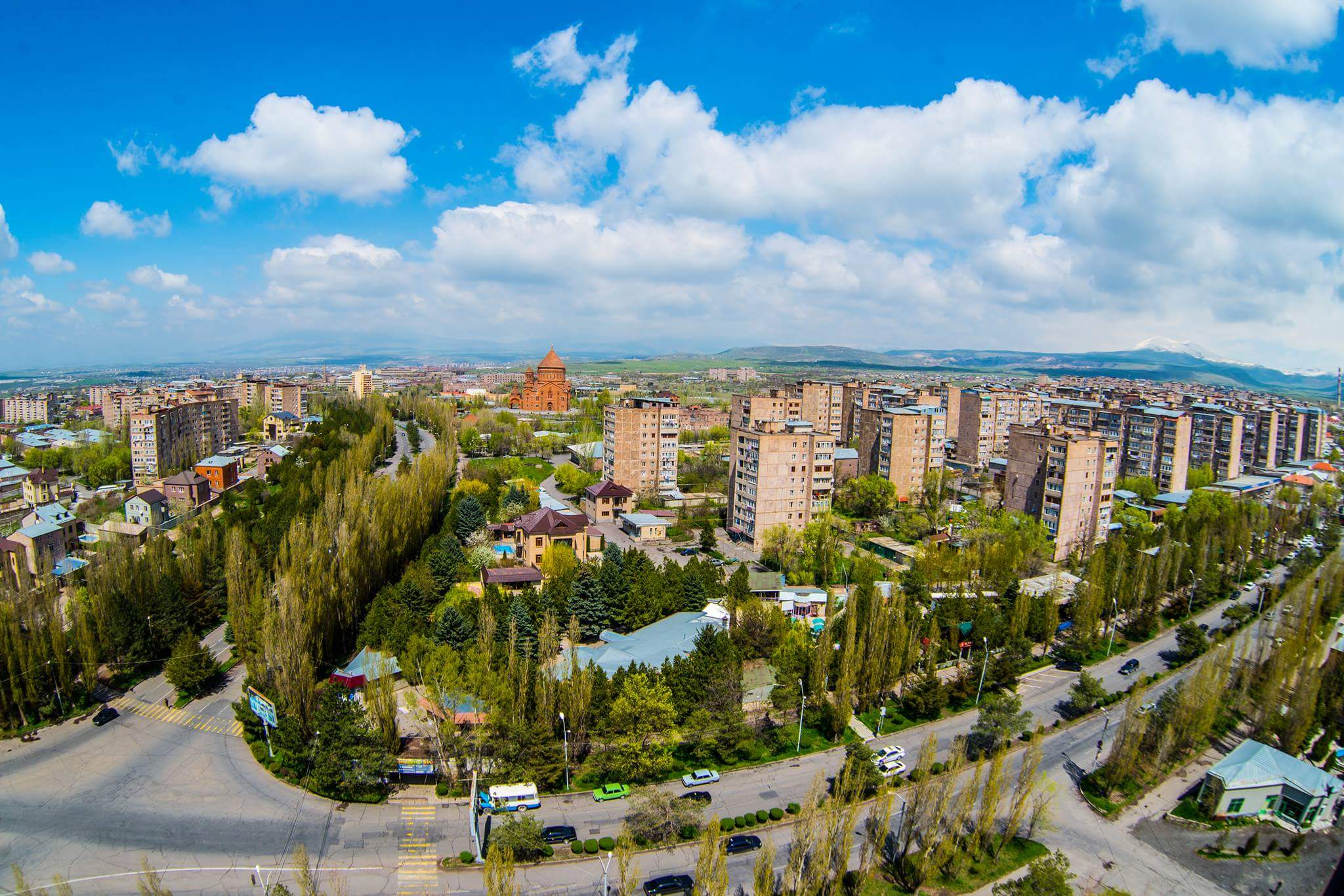
Blick über Abowjan, 2016
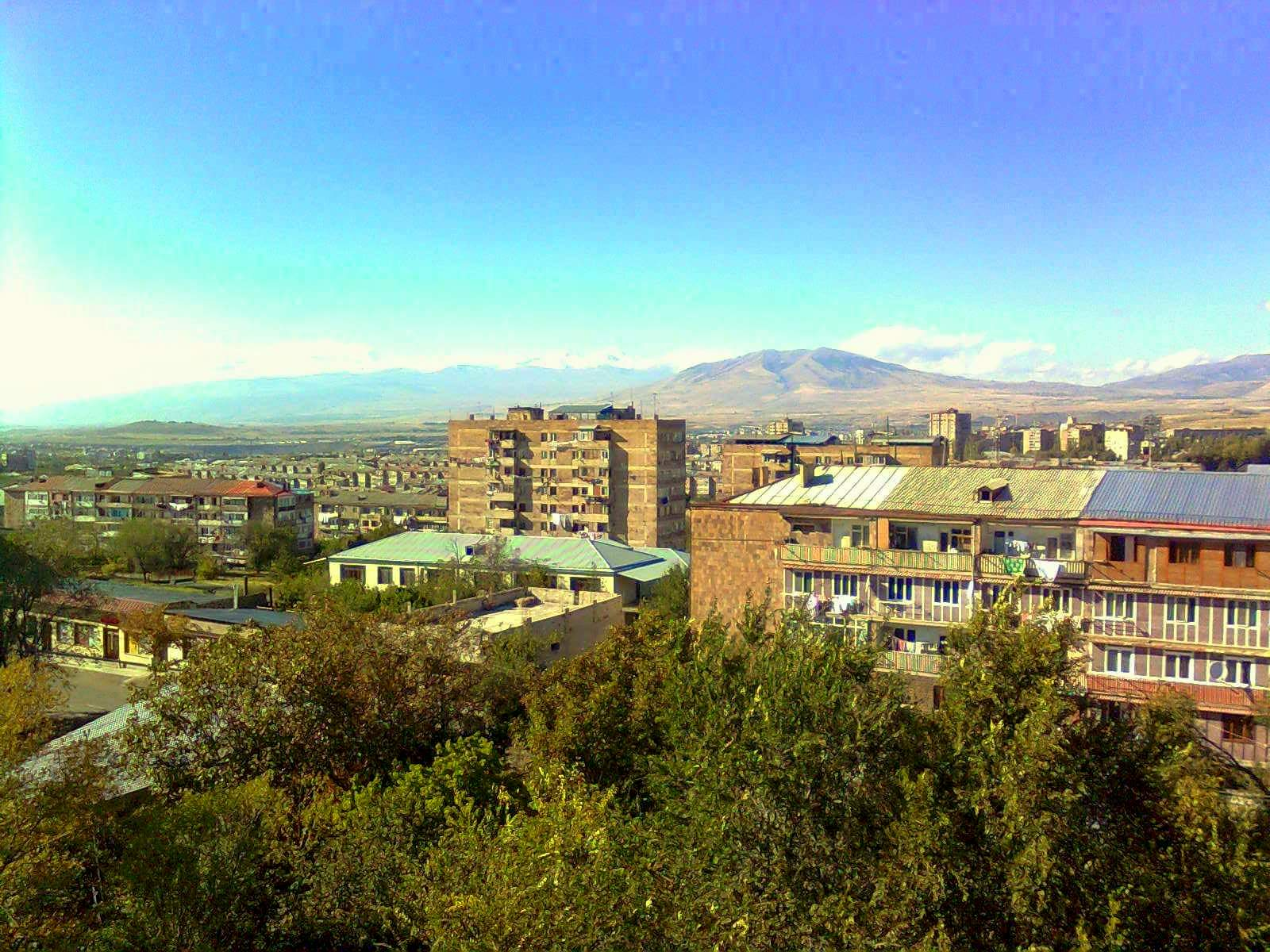
Abowjan mit dem Berg Ara im Hintergrund, 2015
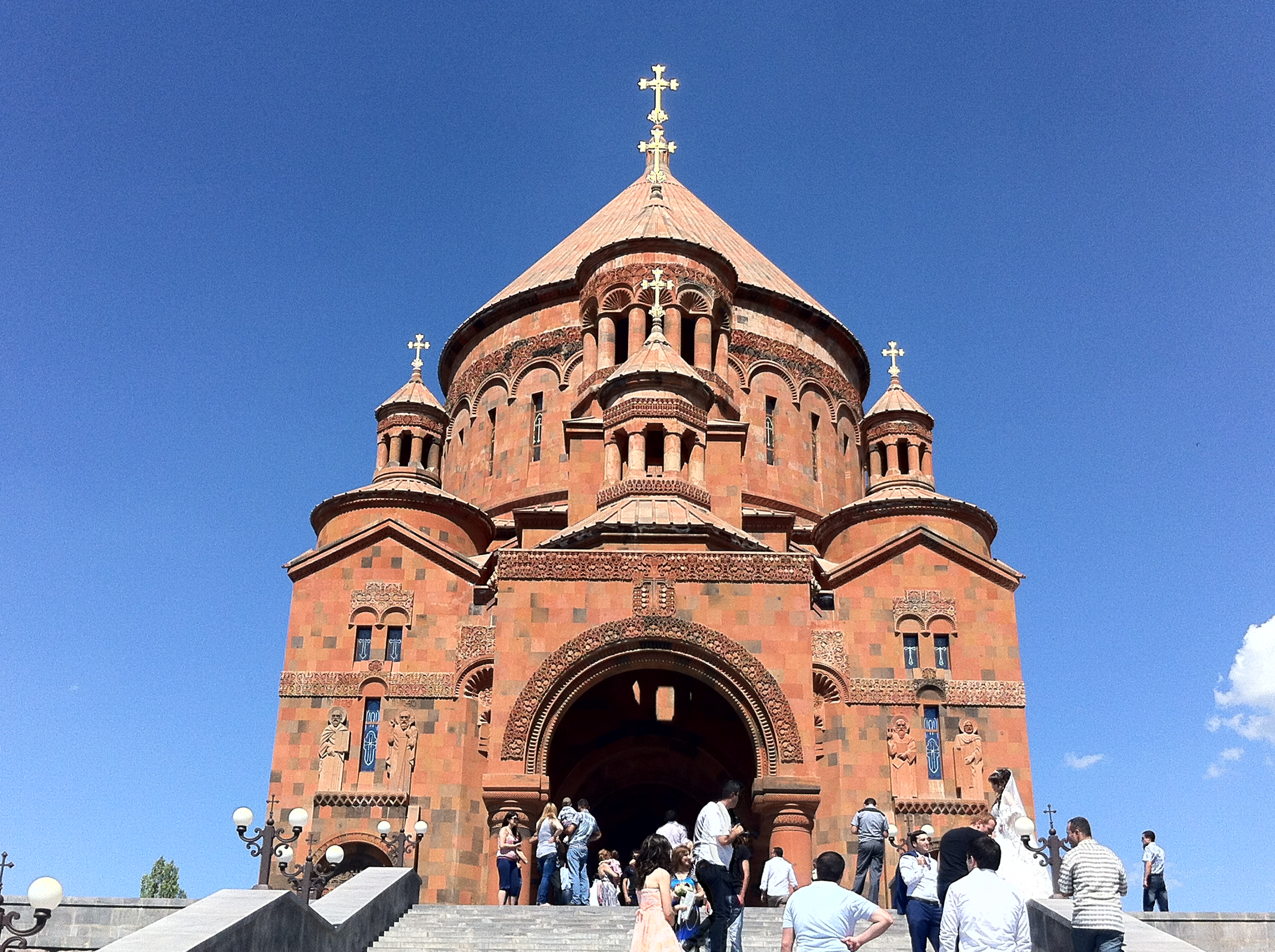
Kirche „Johannes der Täufer“, 2013
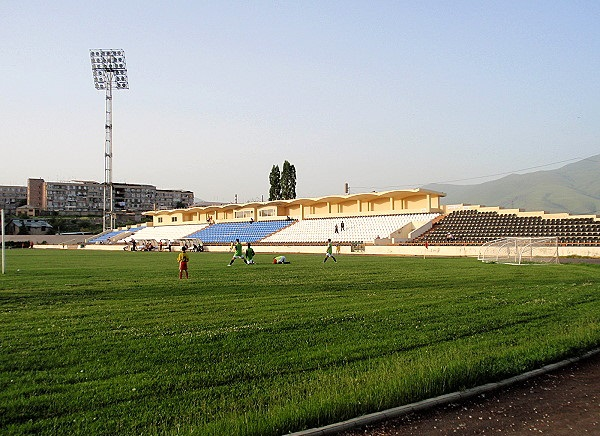
Stadion, 2011
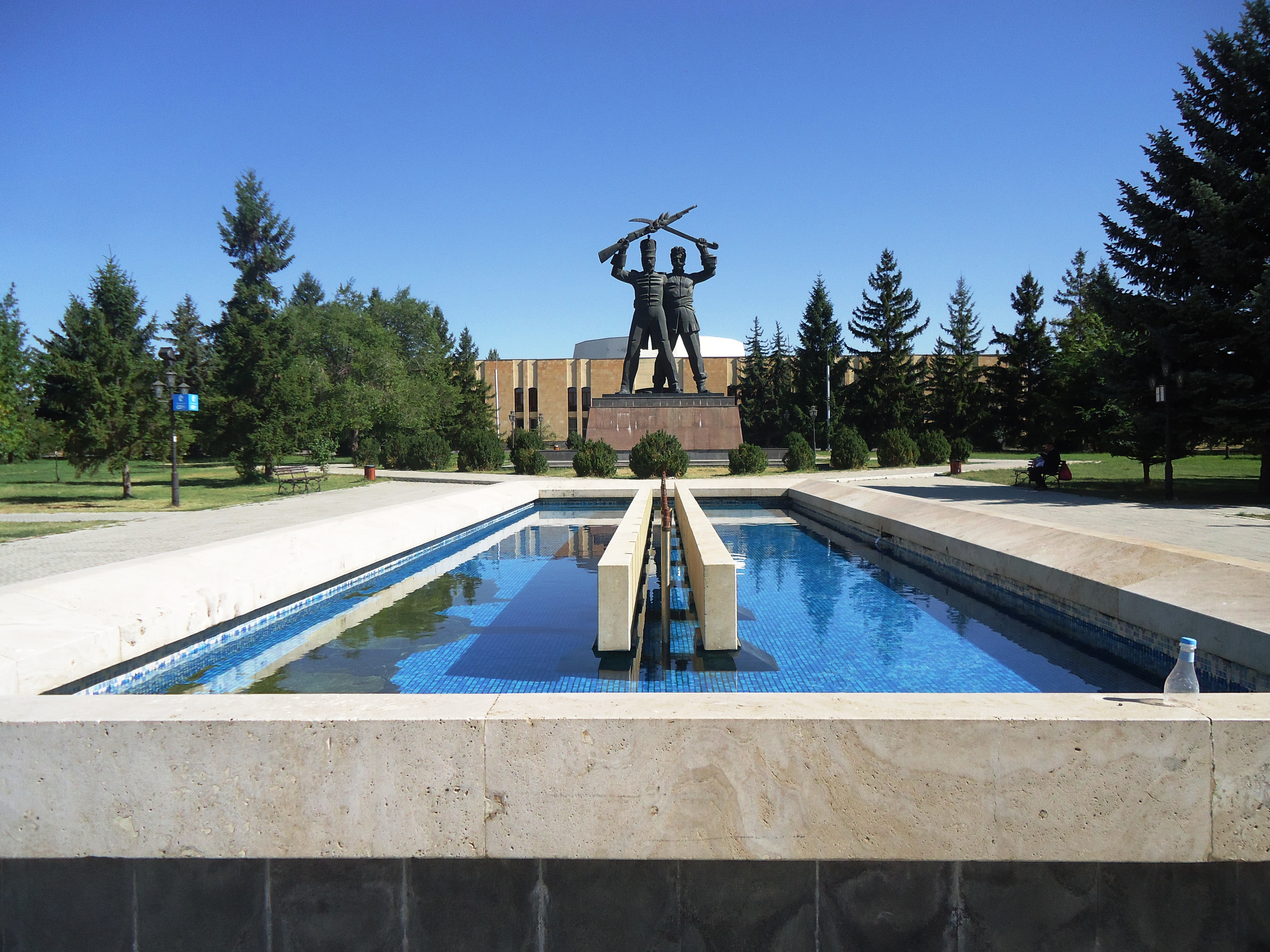
Statue, symbolisierend die russisch-armenische Freundschaft, 2017
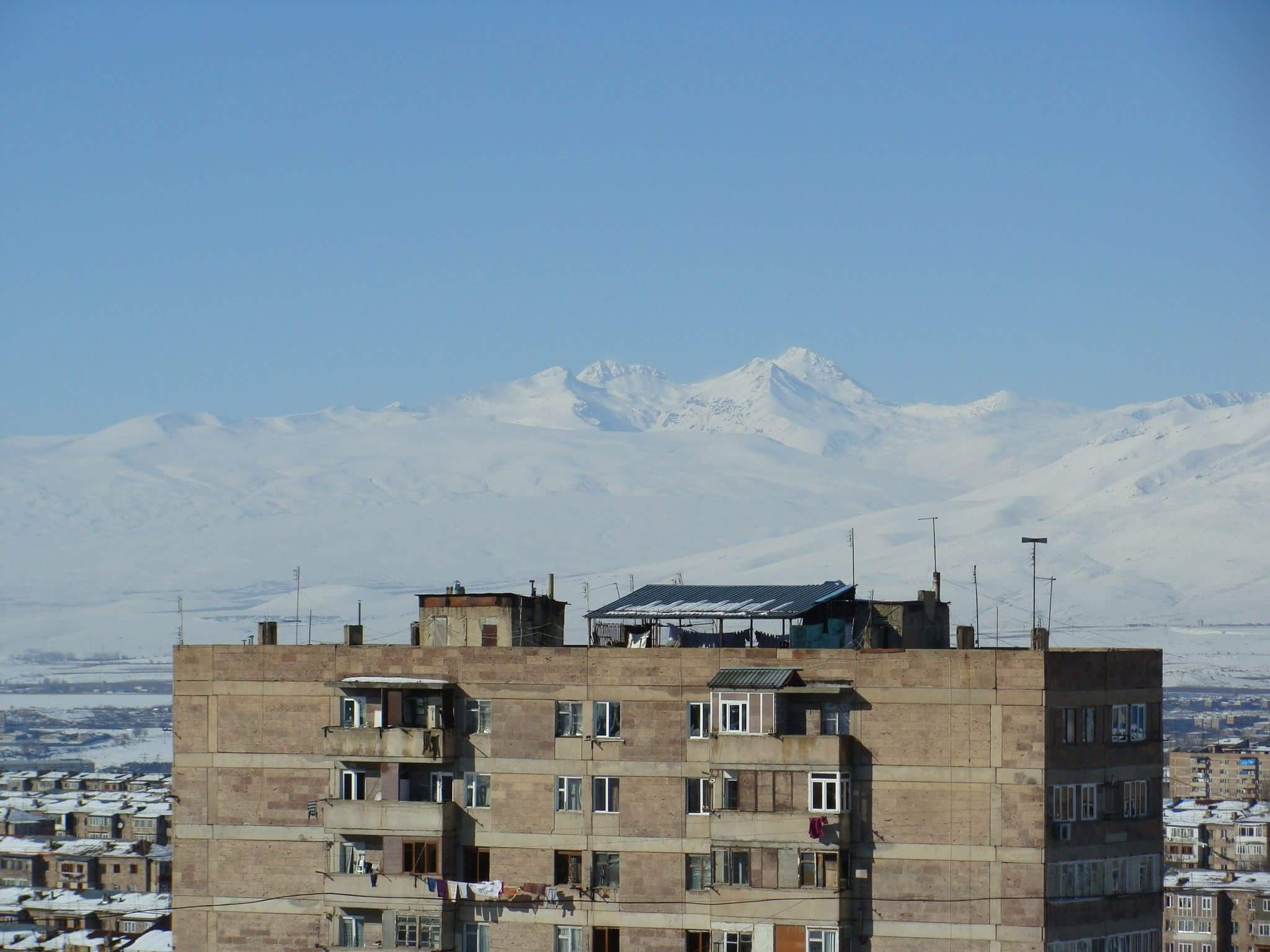
Berg Aragaz von Abowjan aus gesehen im Winter, 2016

## Söhne und Töchter der Stadt
- Marat Alexanjan (1949–2020), armenischer Minister, Politiker und Rechtsanwalt
- Vanes Martirosyan (* 1986), US-amerikanisch-armenischer Boxer
- Masis Voskanyan (* 1990), armenischer Fußballer
- Tigran Tatevosyan (* 1992), armenischer Jazzmusiker